# Quân đoàn 3, Úc
Quân đoàn 3 là 1 quân đoàn thuộc quân đội Úc được thành lập giai đoạn thế chiến thứ 2. Nhiệm vụ bảo vệ lãnh thổ phía Tây Úc.
Ban đầu biên chế gồm một vài đơn vị dân quân phía Tây Úc và Lữ đoàn 13 Úc. Vào giữa năm 1942, khi những lo ngại về các cuộc tấn công của Đế quốc Nhật Bản vào lãnh thổ Úc tăng, Sư đoàn Bộ binh 4 Úc, các đơn vị dân quân ở Victoria và một vài đơn vị dân quân phụ cận nhập vào biên chế quân đoàn 3 và thiếu tướng Gordon Bennett được bổ nhiệm làm tư lệnh. Trong tháng 8 năm 1942, Sư đoàn Bộ binh 2 Úc và đơn vị dân quân New South Wales gia nhập quân đoàn 3.
Lúc đỉnh điểm, Trong tháng 4 tháng 5 năm 1943, biên chế quân đoàn 3 ngoài sư đoàn 2 và 4 thêm Sư đoàn Thiết giáp 1 Úc (gồm Lữ đoàn Thiết giáp 1 Úc và Lữ đoàn Cơ giới 3 Úc). Khi tình hình ngày càng có lợi cho Đồng Minh và khả năng tấn công vào lãnh thổ Úc của Đế quốc Nhật Bản giảm dần, vai trò phòng vệ của quân đoàn 3 ở lãnh thổ Tây Úc giảm bớt.
Chức năng chính của quân đoàn 3 sau đó là chuẩn bị cho các đơn vị nhỏ hơn hoạt động ở New Guinea và Borneo. Sau khi thế chiến kết thúc, quân đoàn 3 cũng giải tán.